# Augusto Pestana (Río Grande del Sur)
Augusto Pestana es un municipio brasilero del estado de Río Grande do Sul. 
Su nombre es un homenaje al ingeniero y político brasileño Augusto Pestana, líder republicano y primer prefecto de Ijuí.

## Geografía
Se localiza a una latitud 28º31'01" sur y a una longitud 53º59'32" oeste, estando a una altitud de 385 metros.
Posee un área de 388,58 km² y su población estimada en 2004 era de 7.755 habitantes.